# The Rainbow Children
| Совокупная оценка             | Совокупная оценка |
| Источник                      | Оценка            |
| ----------------------------- | ----------------- |
| Metacritic                    | (54/100)          |
| Оценки критиков               |                   |
| Источник                      | Оценка            |
| Allmusic                      | [ 3 ]             |
| The A.V. Club                 | (отрицательно)    |
| Billboard                     | (положительно)    |
| Entertainment Weekly          | C+                |
| Jam!                          | (положительно)    |
| New York                      | (положительно)    |
| New York Press                | (положительно)    |
| Q                             | [ 2 ]             |
| Rolling Stone                 | [ 10 ]            |
| The Rolling Stone Album Guide | [ 11 ]            |
| Slant                         | [ 12 ]            |

The Rainbow Children — двадцать четвёртый студийный альбом американского певца и композитора Принса, выпущенный 20 ноября 2001 года на лейблах NPG Records и Redline Entertainment. Диск получил положительные отзывы музыкальной критики и интернет-изданий. The Rainbow Children в коммерческом плане не был успешным и достиг лишь позиции № 74 в Швейцарии и № 109 в американском чарте Billboard 200.

## Об альбоме
Альбом основан на опыте учения свидетелей Иеговы, приверженцем которого стал певец. В рекламных целях композиции «She Loves Me 4 Me» и «Mellow» были доступны для скачивания на сайте альбома в формате MP3.
Альбом получил положительные и умеренные отзывы музыкальных критиков и интернет-изданий.
За более чем пять лет было продано 158,000 копий в США (лето 2007), а всего 560,000 копий во всём мире.

## Список композиций
Все песни написаны Принсом.
1. «Rainbow Children» — 10:03
2. «Muse 2 the Pharaoh» — 4:21
3. «Digital Garden» — 4:07
4. «The Work, pt. 1» — 4:28
5. «Everywhere» — 2:55
6. «The Sensual Everafter» — 2:58
7. «Mellow» — 4:24
8. «1+1+1 Is 3» — 5:17
9. «Deconstruction» — 2:00
10. «Wedding Feast» — 0:54
11. «She Loves Me 4 Me» — 2:49
12. «Family Name» — 8:17
13. «The Everlasting Now» — 8:18
14. «Last December» — 7:58
15. Untitled hidden track — 0:04
16. Untitled hidden track — 0:04
17. Untitled hidden track — 0:04
18. Untitled hidden track — 0:04
19. Untitled hidden track — 0:04
20. Untitled hidden track — 0:08
21. Untitled hidden track — 0:38

## Чарты
| Чарт (2020)                       | Высшая позиция |
| --------------------------------- | -------------- |
| Австрия (Ö3 Austria)              | 60             |
| Нидерланды (Album Top 100)        | 28             |
| Франция (SNEP)                    | 75             |
| Германия (Offizielle Top 100)     | 29             |
| Шотландия (Scottish Albums Chart) | 35             |
| Швейцария (Schweizer Hitparade)   | 30             |

| Чарт (2001)                     | Высшая позиция |
| ------------------------------- | -------------- |
| Франция (SNEP)                  | 78             |
| Швейцария (Schweizer Hitparade) | 74             |
| США (Billboard 200)             | 109            |